# Jesse Bélanger
Jesse Bélanger (* 15. Juni 1969 in Saint-Georges, Québec) ist ein ehemaliger kanadischer Eishockeyspieler, der zuletzt zwischen 2009 und 2013 für die CRS Express de Saint-Georges aus der Ligue Nord-Américaine de Hockey aktiv war.

## Karriere
Bélanger begann seine Karriere 1987 in der kanadischen Juniorenliga Québec Major Junior Hockey League bei den Bisons de Granby. Bereits in seiner zweiten Saison war er mit 103 Scorerpunkten in 67 Spielen der Topscorer des Teams. Nach einer weiteren Spielzeit in Granby, in der er sich erneut steigern konnte, unterschrieb er 1990 einen Vertrag bei den Montréal Canadiens aus der NHL, die ihn jedoch zunächst nur in deren damaligen Farmteam, den Fredericton Canadiens, einsetzten. Nachdem Bélanger auch dort zu den punktbesten Spielern im Team gehört hatte, bekam er in der Spielzeit 1991/92 erstmals die Chance sich in der NHL zu beweisen. Insgesamt absolvierte er allerdings nur vier Spiele für die Montreal Canadiens.
Es folgte eine weitere Saison bei den Canadiens, ehe er im Sommer 1993 als Free Agent einen Vertrag bei den damals neu gegründeten Florida Panthers unterschrieb. In Sunrise entwickelte sich Bélanger zu einem Leistungsträger. Bereits in seinem ersten Jahr bei den Panthers gelang ihm der Durchbruch in der NHL. Der 1,80 m große und 77 kg schwere Rechtsschütze konnte in 70 Spielen 50 Scorerpunkte erzielen. Nach zwei weiteren durchaus erfolgreichen Jahren bei den Panthers, zog es ihn in der Folgezeit zu den Vancouver Canucks und zu den Edmonton Oilers.
1997 wechselte er für fünf Spiele in die Schweizer Nationalliga A zum SC Herisau und kehrte anschließend nach Nordamerika zurück. Dort spielte er zunächst für diverse Farmteams in der American Hockey League und der International Hockey League. In den Spielzeiten 1999/00 und 2000/01 trug Bélanger das Trikot der Montreal Canadiens und der New York Islanders.
Nachdem er sich letzten Endes keine Hoffnungen mehr auf ein dauerhaftes Engagement in der NHL machte, entschied er sich während der Saison 2002/03 in die Deutsche Eishockey Liga zu den Hamburg Freezers zu wechseln. Dort blieb er trotz guter Leistung nur bis zum Ende der Spielzeit und schloss sich daraufhin den Frankfurt Lions an. In Frankfurt konnte der damals 34-Jährige mit 54 Punkten in 50 Spielen erneut überzeugen. Sein Einjahresvertrag wurde jedoch nicht verlängert und so spielte Bélanger daraufhin zwei Jahre in der Schweizer Nationalliga B für den EHC Biel.
Anschließend wechselte Bélanger in die kanadischen Eishockeyliga LNAH zu den CRS Express de Saint-Georges. Zur Saison 2008/09 unterschrieb er einen Vertrag bei den Poutrelles Delta de Sainte-Marie, danach kehrte er zu seinem vorherigen Klub nach Saint-Georges zurück. Nach vier weiteren Spielzeiten in der Ligue Nord-Américaine de Hockey beendete der Bélanger seine Karriere im Sommer 2013.

## Erfolge und Auszeichnungen
- 1993 Stanley-Cup-Gewinn mit den Montréal Canadiens
- 1993 NHL-Rookie des Monats Dezember
- 2004 Deutscher Meister mit den Frankfurt Lions